# Aleksandr Tatarskiy
Aleksandr Tatarskiy (11 de dezembro de 1950 - 22 de julho de 2007) foi um diretor de cinema russo.